# Behtarābād
Behtarābād (persiska: بهتر آباد) är en ort i Iran.   Den ligger i provinsen Kerman, i den sydöstra delen av landet, 1 000 km sydost om huvudstaden Teheran. Behtarābād ligger 697 meter över havet och antalet invånare är 157.
Terrängen runt Behtarābād är platt, och sluttar brant österut.Runt Behtarābād är det glesbefolkat, med 14 invånare per kvadratkilometer. Närmaste större samhälle är Shaltūkābād, 4,3 km norr om Behtarābād. Trakten runt Behtarābād är ofruktbar med lite eller ingen växtlighet.